# Zeebrugge
Zeebrugge és un barri de la ciutat de Bruges a la província de Flandes Occidental de Bèlgica. El 2014 tenia 4301 habitants.

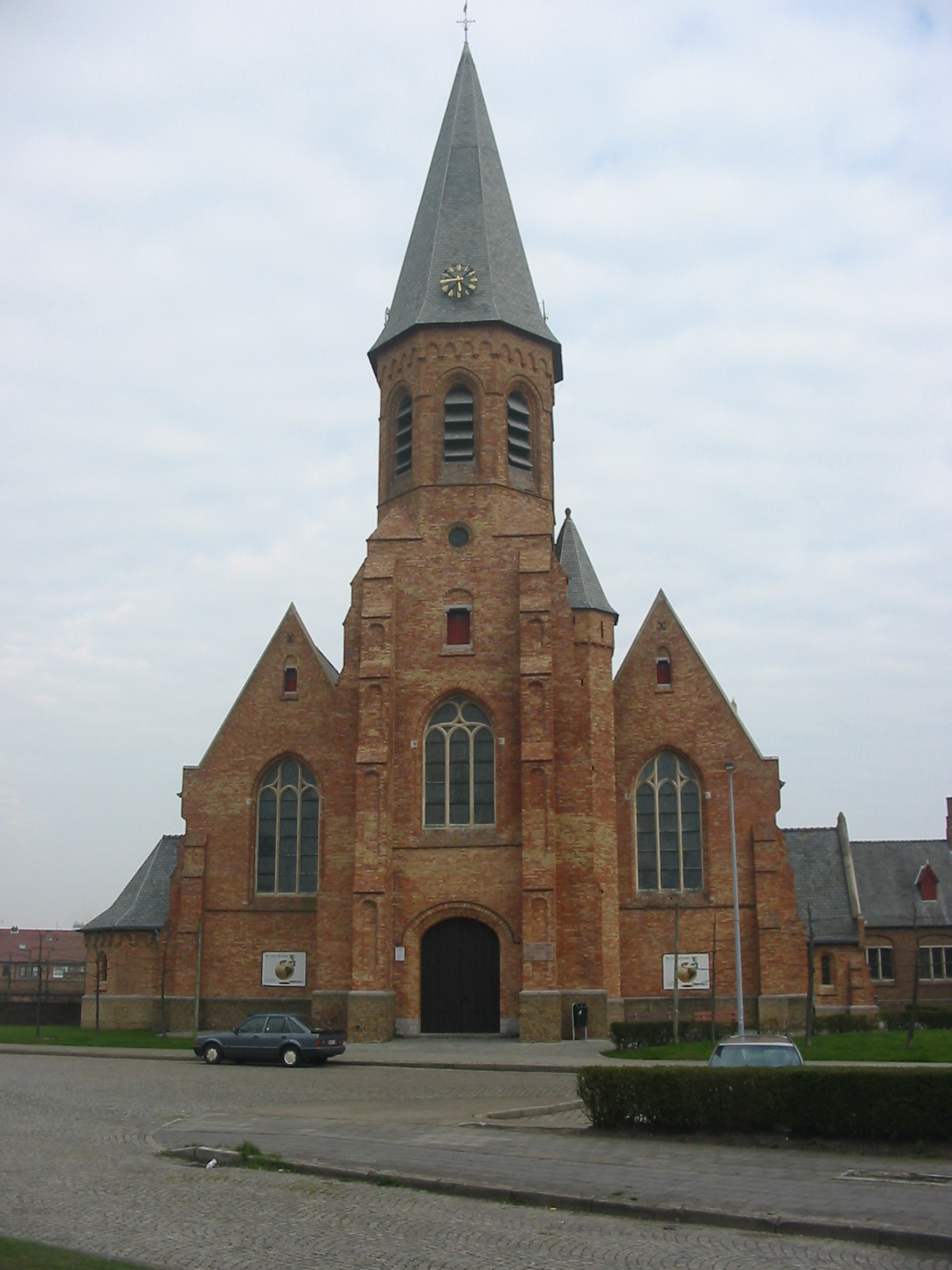
L'església de Sant-Donaci

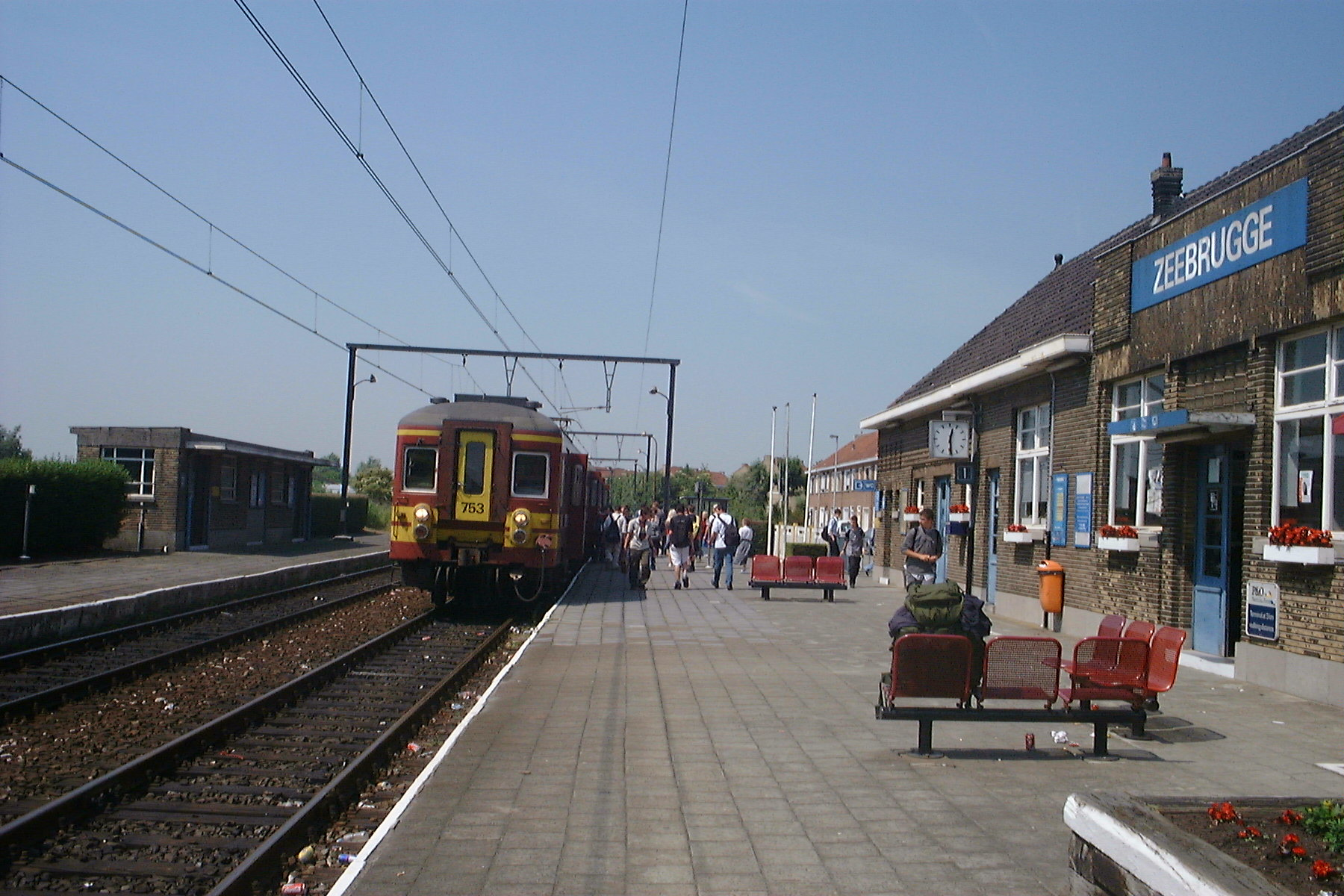
Estació Zeebrugge-Dorp

El poble s'ha creat a l'inici del segle xix quan soto la iniciativa del rei Leopold II vers la fi del segle xix, l'aleshores jove estat belga volia crear-se un port marítim amb accés directe al mar, per tal d'evitar les perpètues disputes amb els Països Baixos sobre l'ús de l'Escalda. El barri més antic es trobava prop del port, el quarter balneari va desenvolupar-se més tard.
Zeebrugge és dividit en tres barris: el barri de la platja, el barri de l'estació i el del centre. Els barris se separen per a les infraestructures llargues: el port, el ferrocarril, tres canals (el Boudewijnkanaal, el Leopoldkanaal i l'Schipdonkkanaal), el tranvia de la costa i la carretera costanera «Koninklijke Baan» (N34) i la (N31) que connecta el port a la xarxa d'autopistes de Bèlgica. Al centre es troba el port turístic i l'antiga subhasta de peix. El barri de la platja és un típic poble balneari de la costa del mar del Nord.
Durant la Primera Guerra Mundial a la Diada de Sant Jordi 1918 una batalla important tingué lloc a Zeebrugge, generalment anomenat Saint George's Day, en anglès com que els britànics eren la força aliada principal, tot i que a l'esquadra britànica hi havia mariners catalans. Cada any, aquesta diada està commemorat i el poble conté diversos monuments militars.

## El port
El port de Bruges-Zeebrugge és el segon port marítim de Bèlgica, després del port d'Anvers. Té un paper important, entre d'altres, per a la importació de gas natural, l'exportació de cotxes, les armes i per a les múltiples connexions de noli regulars amb el Regne Unit i Irlanda.
El tràfic de passatgers va minvar-se. Després de l'obertura de l'Eurotúnel, les connexions amb Dover o Felixtowe van tancar-se. Encara es manté cada dia una connexió amb Kingston-upon-Hull a Anglaterra i el dilluns, dimecres i divendres amb Rosyth, un port al nord d'Edimburg a Escòcia. Al 6 de juny de 1987, el transbordador «The Herald of Free Entreprise» (trad.: «El capdavanter de la lliure empresa») va submergir en sortir del port i 193 persones van trobar la mort.